# Stefan Nedok
Stefan Nedok (лат. Stephanus Nedog, словен. Štefan Nedok, 23. decembar 1828 — 16. maj 1878), po narodnosti Slovenac, hirurg, sanitetski major srpske vojske, prvi šef Odeljenja unutrašnjih bolesti Beogradske vojne bolnice, načelnik saniteta divizije i korpusa u ratovima koje je Srbija vodila sa Turskom 1876. i 1877—1878.
Stefan Nedok je bio veliki zagovornik južnoslovenskih ideja, čovek izuzetne kulturne širine, učitelj brojnih generacija vojnih bolničara, poliglota. Govorio je slovenački, nemački, srpski, mađarski, italijanski i latinski jezik.

## Život i karijera
Stefan Nedok, po nacionalnosti Slovenac rođen, je 23. decembra 1828. godine u selu Vogričevci kod Ljutomera (Donja Štajerska), Austrijsko carstvo, u porodici vinogradarskih radnika. Zbog teške materijalne situaciji u porodici Nedok se školovao sa kraćim ili dužim prekidima. Osnovno obrazovanje stekao je u selu Cezanjevci, a srednje u Cesarskoj velikoj gimnaziji u Varaždinu, koju je završio 1850. godine.
Nakon više podnetih molbi tokom 1852. i 1853. godine pokrajinska uprava u Gracu, odobrila je Nedoku upis u dvogodišnju bečku Vojnu medikohiruršku akademiju „Jozefinum“. Po završetku akademije, kao viši vojni lekar, Nedok je radio i služio u vojsci Austrijskog carstva.
U periodu od 1857. do 1860. godine nastavio je studije medicine na Karlovom Univerzitetu u Pragu. Sledile su promocije: u zvanje doktora medcine 1860, i zvanje doktora hirurgije 1861. Između dve promocije radio je godinu dana kao sreski lekar u Ljubnom (Slovenija).
Od jula 1861. sve do odlaska u Kneževinu Srbiju, Nedok je radio u Vojnoj bolnici br. 1 u Pragu kao vojni hirurg.
Kad su polovinom 19. veka (1848) širom Evrope, pa i u Autrijskom carstvu, nastali revolucionarni pokreti koji su probudili slobodarske težnje porobljenih naroda, u dva velika univerzitetska grada Austrijskog carstva, Beču i Pragu, razvili su se i studentski panslovenski i južnoslovenski pokreti. Pripadnici ovih pokreta u maloj Srbiji videli su spas za slovenske narode. Kao zagovornik južnoslovanskih ideja Stefan Nedok, je iskoristio konkurs za prijem lekara u Srbiji, i zajedno sa drugom sa studija, čehom dr Josifom Holecom, panslavistom, dobio je mesto sreskog lekara u Paraćinu.
Po dolasku u Srbiju Nedok je od 1862. do 1864, u zvanju sreskog lekara, obavlja veći broj dužnosti u Kragujevačkom, Lozničkom, Lepenačkom i Gružanskom srezu.
Na zahtev tadašnjeg ministra vojnog, Kneževine Srbije, francuskog artiljerijskog majora i srpskog pukovnika Ipolita Mondena, 10. aprila 1864. Stefan Nedok, je primljen u vojnu službu, kao jedan od pet lekara, srpske vojske, zajedno sa dr Hermanom Krausom, dr Karlom Kikom, dr Savom Dimitrijevićem i dr Maksimom Miškovićem). Kao vojni lekar u srpskoj vojsci Nedok je prvo od 1. decembar 1864 do 31. marta 1875. bio na službi u Beogradu na dužnosti trupnog lekara u artiljeriji i konjici u Topčideru, a potom i na dužnosti lekara u Odeljenja unutrašnjih bolesti vojne bolnice, gde se najduže zadržao.
Godine 1867. godine nakon što se odrekao austrijskog, primljen je u srpsko državljanstvo. Te godine se i oženio Mađaricom iz Rumunije – Marijom rođenom Kovač, sa kojom je imao kćer i dva sina.
Pripreme i mobilizacija za Prvi srpsko-turski rat (1876), zatekle su Stefana Nedoka na novoj dužnosti, načelnika sanitetske službe Timočke divizije u Zaječaru, na koju ga je Ukazom od 13. marta 1876. postavio knez Milan. Rat je počeo 20 juna 1876. a Srbija i njena sanitetska služba u ovaj rat ušla je sa nepripremljenom i neopremljenom narodnom vojskom milicijskog tipa i malom regularnom vojskom. Timočka divizija pod komandom pukovnika Milojka Lešjanina branila je u ovom ratu celu istočnu granicu Srbije. Njen štabni sanitet sastojao se iz 3 lekara (načelnika majora dr Stefana Nedoka, komandira sanitetskog odeljenja kapetan II klase dr Juliusa Lenka, komandira poljske bolnice kapetan II klase dr Jovana Danića, i apotekara Hristifora Dimitrijevića). I pored velikog Nedokovog zalaganja Lešjaninova sanitetska služba otkazala je na svim stranama, zbog oskudno brojno stanja i neobučenosti lekara i bolničara i njihove nepripremljenosti za rat, nedostatka sanitetskog i apotekarskog materijala i transportnih sredsta sredstava.
Nedok je po završetku, za Srbiju, neuspešnog rata, ostao sa divizijom u opustošenom i osiromašenom Zaječaru sa praznim magacinima sanitetsko-apotekarskog materijala i opreme. U toku nekoliko narednih meseci zdravstveno stanje Nedoka, usled pretrpljenih ratnih napora je popustilo, pa je više puta molio Ministarstvo vojske da mu se odredi „mirniju“ službu, pretpostavljajući da će uskoro Srbija ponovo zaratiti. Molba mu nije usvojena.
Drugi srpsko-turski rat (1877–1878), Nedoka je zatekao na dužnosti načelnika sanitetske službe Timočkog korpusa. Zbog narušenog zdravlja (na lični zahtev) premešten je na dužnost načelnika sanitetske službe Drinskog korpusa (sa 12.500 vojnika i 54 oficira), koji nije bio u prvim borbenim redovima. Uslovi ratovanja bili su teški, ne samo za vojsku već i za sanitetsku službu. U Nedokovom korpusu: skoro polovina sastava (44,32%) bolovala je tokom rata i primirja, a u poljskim bolnicama korpusa lečeno je 2.189 vojnika, većinom od bolesti disajnih organa, reumatičnih i zaraznih bolesti.
Za Srbiju, Drugi srpsko-turski rat je bio uspešan: oslobođena je cela jugoistočna Srbija ali je za sanitsku službu rat bio poguban: usled izloženosti velikim naporima i nepovoljnim radnim uslovima
umrlo je 8 lekara, među kojima je bio i Stefan Nedok. Nedok se razboleo verovatno od tifusa, pa je nakon dugog prevoženja sanitetskim kolima, koje je trajalo 5 dana, preko Loznice i Šapca do Beograda, umro na samom ulazu u grad 16. maja 1878. u 50. godini života.
Za sobom je ostavio suprugu Mariju i tri maloletna deteta: Nadeždu (11 godina), Josifa (8 godina) i Stevana (5 godina). Na radnom stolu kneza Milana stajao je 16. maja spremljen za potpis Ukaz kojim se sanitetski major dr Stefan Nedok unapređuje u čin sanitetskog potpukovnika.

## Priznanja
- Takovski krst na prsima.[12]
- Zlatna medalja za revnosnu službu.[13]
- Srebrna medalja za hrabrost.[14]
- Medalja srpskog Crvenog krsta,
- Krst milosrdja,
- Orden Sv. Save V. reda.

## Napomene
1. ↑  Iz svedočanstva, koje je napisano na latinskom jeziku, moguće je zaključiti, da je »Stephanus Nedog« 1851. uspešno završio 6 razreda madžarske gimnazije.
2. ↑  Josefinium je akademija za više i niže vojne lekare. Počela je sa radom 1785/86. godine. Iz medicinskohirurške jozefinske akademije izlazili su vojni lekari, hirurzi-ranari i kupalištari. Po završetku petogodišnjeg studiranja kandidati su branili disertaciju i sticali titulu višeg vojnog lekara, magistra za očne bolesti i akušerra te postajali pukovski lekari i šefovi bolničkih odjeljenja.[5]